# Lephana
Lephana là một chi bướm đêm thuộc họ Erebidae.